# Tarchia
Tarchia (il cui nome significa "dotato di cervello") è un genere estinto di dinosauro ankylosauride vissuto nel Cretaceo superiore, circa 75-70 milioni di anni fa (Campaniano-Maastrichtiano), in Mongolia. Il genere contiene tre specie: la specie tipo T. gigantea, T. teresae e T. tumanovae.

## Scoperta e denominazione

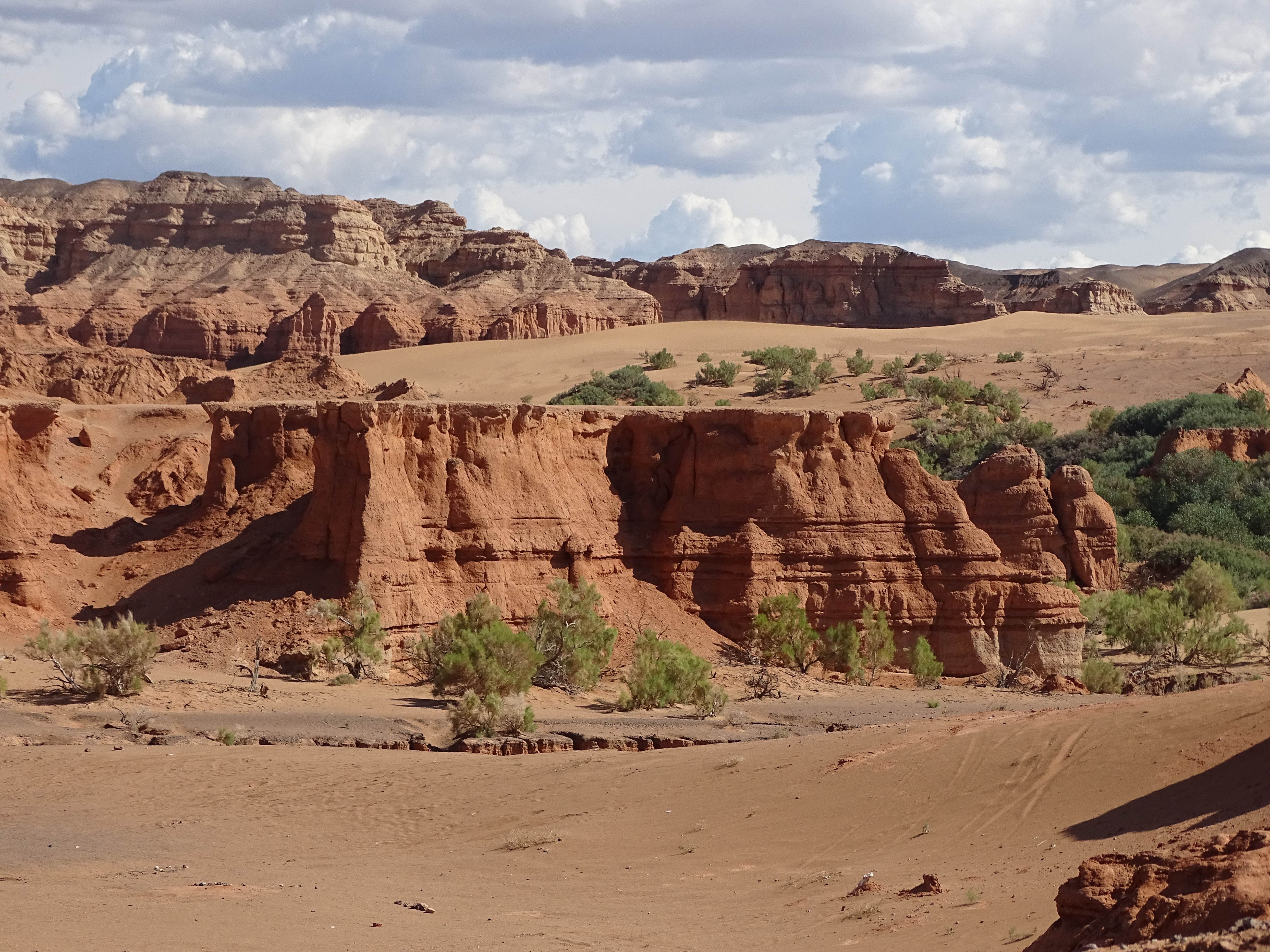
Formazione Barun Goyot in Mongolia

Nel 1970 una spedizione polacco-mongola scoprì un cranio di ankylosauro vicino a Khulsan. Nel 1977 Teresa Maryańska nominò e descrisse la specie tipo Tarchia kielanae, sulla base di suddetto cranio. Il nome generico deriva dal mongolo тархи/tarkhi ossia "cervello", e dal latino ~ia, in riferimento alle supposte dimensione del cervello presumibilmente maggiori di quelle del genere correlato Saichania. Il nome specifico, kielanae, rende omaggio alla professoressa Zofia Kielan-Jaworowska, la leader della spedizione.
L'olotipo, ZPal MgD-I/111, venne scoperto nella Formazione Barun Goyot del Cretaceo superiore (indicativamente risalenti al Campaniano-Maastrichtiano), precedentemente noti come "Letti del Nemegt inferiore", del bacino di Nemegt della Mongolia. L'olotipo consiste in un tetto cranico, scatola cranica ed elementi cranici posteriori. In seguito, Maryańska riferì tre ulteriori esemplari al genere: ZPAL MgDI/43, un grande scheletro postcraniale contenente tre vertebre caudali (della coda) "libere", dodici vertebre caudali fuse che formavano il "manico" della mazza caudale dell'animale, e un osteoderma; ZPAL MgDI/49, un omero destro; e PIN 3142/251, uno scheletro con cranio, ancora non descritto.
Tarchia rappresenta l'ankylosauride asiatico più giovane geologicamente conosciuto. Nel 1977 Tatyana Tumanova nominò una seconda specie: Tarchia gigantea. Questa era una ridenominazione di Dyoplosaurus giganteus Maleev 1956, basato sull'esemplare PIN 551/29. Nel 1987 Tumanova concluse che le specie erano indistinguibili l'una dall'altra. Ciò renderebbe Dyoplosaurus giganteus il sinonimo senior di Tarchia kielanae. Questo fu generalmente accettato dalla comunità scientifica e Tarchia gigantea divenne il nuovo nome della specie, come combinatio nova in sostituzione di Tarchia kielanae. Tuttavia, un recente studio di Victoria Megan Arbor indica che D. giganteus è indistinguibile da altri anchilosauri del tardo Campaniano-Maastrichtiano della Mongolia, e quindi un nomen dubium; lo studio ha quindi resuscitato il nome Tarchia kielanae.

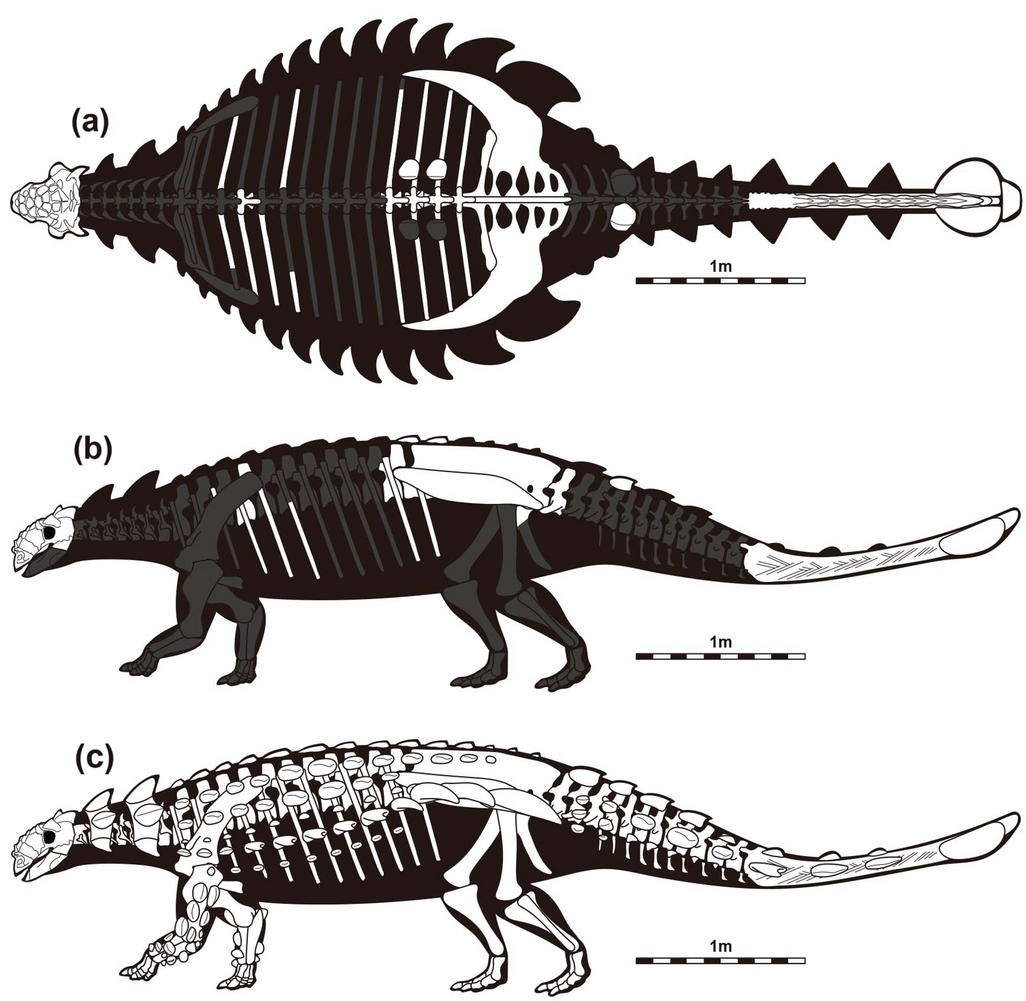
Diagramma dell'olotipo di T. tumanovae (in varie viste)

L'esemplare ZPAL MgD I/113, un dorso completo di coda e mazza caudale, un tempo riferito a Dyoplosaurus giganteus e successivamente a Tarchia gigantea, fu esaminato da Arbor e descritto come diverso dall'olotipo di D. giganteus da quest'ultimo. Lo studio di Arbor concluse anche che l'esemplare PIN 3142/250, riferito nel 1977 a Tarchia da Tumanova, apparteneva probabilmente invece a Saichania. Ciò cambierebbe radicalmente l'immagine comune di Tarchia in quanto questo esemplare era di gran lunga il meglio conservato e su di esso si erano basate la maggior parte delle illustrazioni, delle ricostruzioni museali e delle ricerche scientifiche. Arbor ha inoltre notato che l'olotipo di Tarchia condivide dei tratti distintivi con quello di Minotaurasaurus, concludendo che quest'ultimo fosse un sinonimo junior di Tarchia.
Successivamente, nel 2016, uno studio condotto da Penkalski & Tumanova ha indicato che PIN 3142/250 non è riconducibile a Saichania per differenze anatomiche significative, ma rappresenta invece una nuova specie di Tarchia, T. teresae. Lo studio ha anche riconosciuto Minotaurasaurus come un genere distinto. Nel 2021 Jin-Young Park e il suo team hanno nominato una terza specie di Tarchia, T. tumanovae, nota dall'olotipo MPC-D 100/1353 che consiste in uno scheletro parziale con cranio associato. Questa specie è stata rinvenuta nella Formazione Nemegt presso la località Hermiin Tsav, rendendola coeva di T. teresae.

## Descrizione

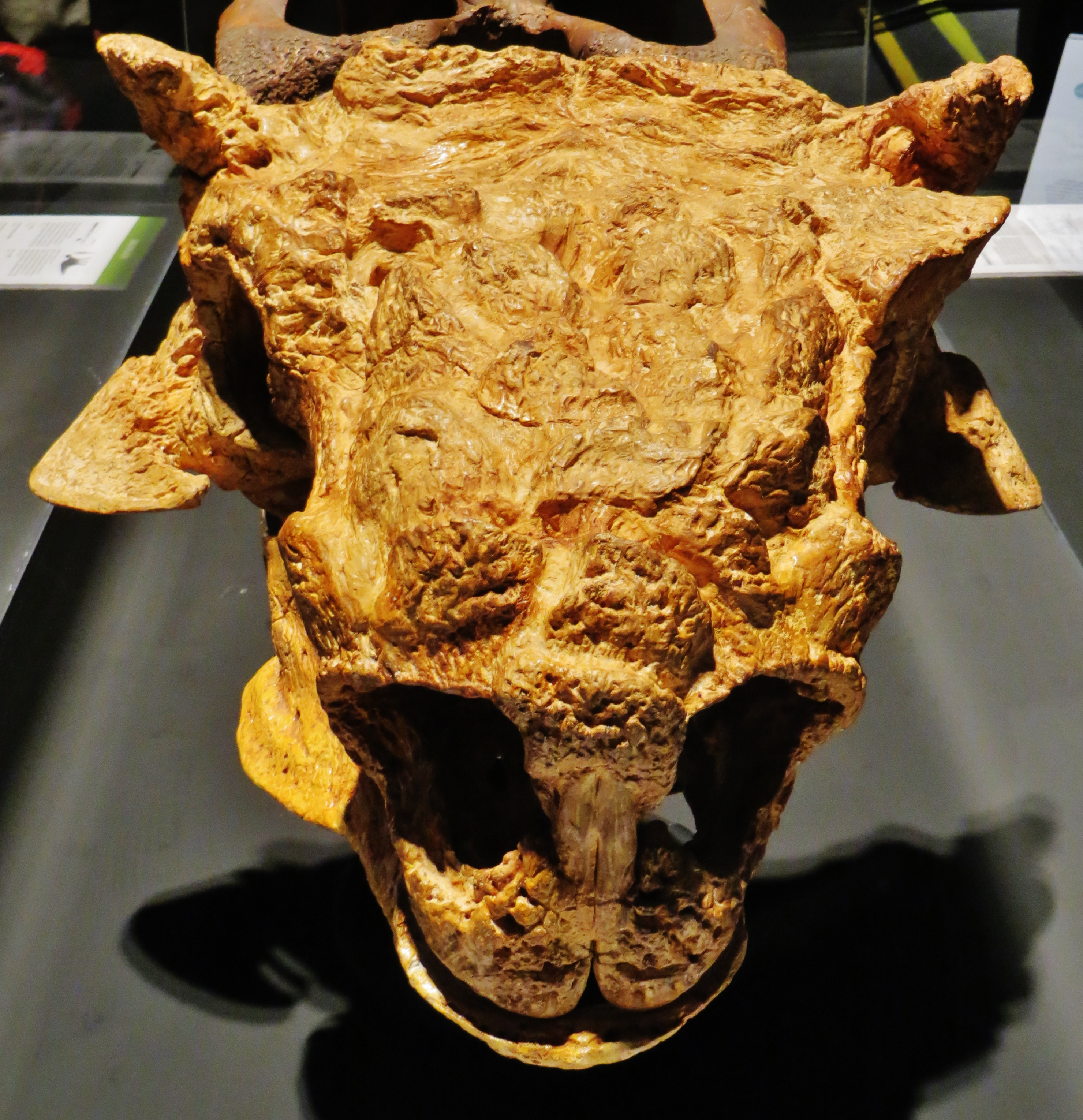
Cranio di T. teresae

Tarchia era un ankylosauro di medie dimensioni, con la specie tipo T. kielanae che misurava 5,5 metri di lunghezza, per un peso di 2,5 tonnellate. Se l'esemplare ZPAL MgD I/113 appartenesse davvero al genere, sarebbe appartenuto a un individuo lungo 5,8–6,7 metri.
In quanto ankylosauride, Tarchia avrebbe avuto un corpo ampio e basso, supportato da quattro zampe corte e robuste. Il corpo sarebbe stato protetto da una serie di ossificazioni cutanee, chiamate osteodermi, disposte in file lungo il dorso dell'animale. Come nella maggior parte degli ankylosauridi l'animale possedeva una notevole mazza caudale, composta da osteodermi fusi con le vertebre della coda, fornendo una difesa attiva contro i predatori.
Tarchia era stata precedentemente distinto da Saichania sulla base del suo basicranio relativamente più grande, un contatto processo-quadrato paroccipitale non fuso e, sulla base dell'esemplare PIN 3142/250, il fatto che il rostro premascellare è più largo della distanza massima tra le file di denti nel mascellari. Nel 2014 Arbor ha riportato due tratti distintivi oltre a quelli noti esclusivamente dall'olotipo di Minotaurasaurus; la parte posteriore della testa è visibile in vista dorsale; e un profondo solco corre lungo il lato anteriore ed esterno del corno squamoso, e anteriormente circonda un osteoderma accessorio posto sul sopraorbitario posteriore, formando un profondo solco.

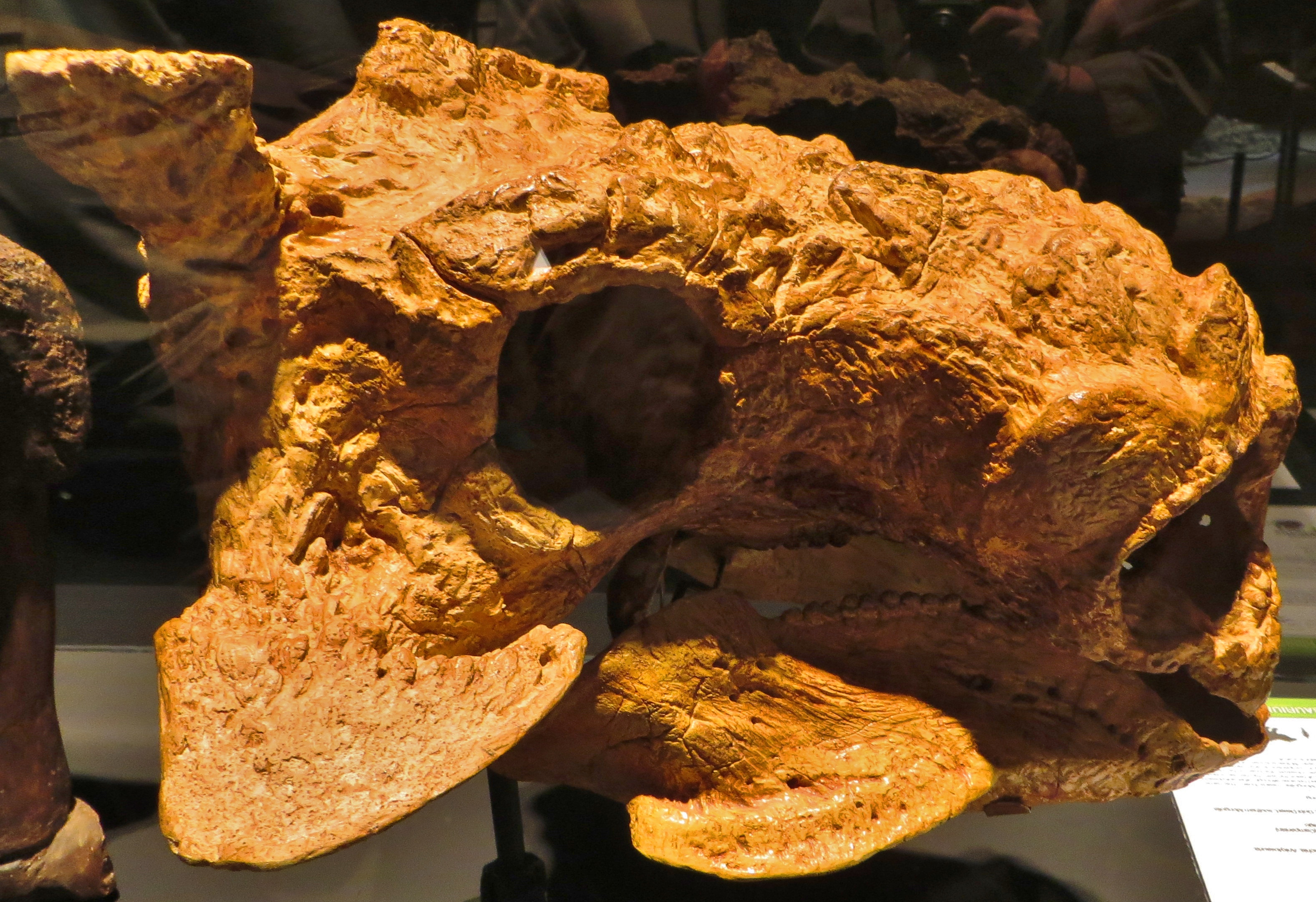
Cranio di T. teresae in vista laterale

La ridescrizione del 2016 di Tarchia ha rivelato nuove caratteristiche che lo separano da Saichania, come una fossa postorbitale, che separa il corno squamosale da quello sopraorbitale, e un osteoderma accessorio; l'occipite è visibile in vista dorsale; la grande e profonda scatola cranica; il foro occipitale è più alto che largo; e gli osteodermi nucali più alti lateralmente che medialmente. Inoltre, differisce sia da Saichania che da Minotaurasaurus in quanto manca di caputegole postoculari, piccole placche ossee poligonali dietro l'orbita, e ha un occipite proporzionalmente alto in vista caudale. Lo studio ha inoltre rilevato che l'esemplare PIN 3142/250 (i.e. T. teresae) può essere distinto da T. kielanae in quanto l'osteoderma accessorio non è fuso al tetto del cranio, il processo quadrato e paroccipitale non sono fusi, la parte posteriore del tetto del cranio è fortemente scolpita e le aperture per il dal quarto al dodicesimo nervo cranico è biforcato.
Molte informazioni fornite su Tarchia in descrizioni più vecchie fanno riferimento all'esemplare PIN 3142/250 (che è stato brevemente riferito a Saichania, fino a quando non è stato nominato T. teresae nel 2016). Nel 2001 è stato accertato che, in Tarchia, sono presenti faccette di usura indicative di occlusione da dente a dente; ciò, probabilmente, non si riferisce all'esemplare olotipo, poiché nell'olotipo non sono conservati denti.

## Classificazione
Vickaryous et all. (2004) affermarono che Tarchia era un genere basale a due distinti cladi di ankylosauridi del Cretaceo superiore: uno comprendente taxa nordamericani (Ankylosaurus, Euoplocephalus) e l'altro comprendente taxa asiatici (Pinacosaurus spp., Saichania, Tianzhenosaurus, Talarurus). Tuttavia, anche questo studio si basava sull'esemplare PIN 3142/250, le cui caratteristiche solitamente definivano l'unità tassonomica operativa denominata Tarchia nelle varie analisi cladistiche. Sorprendentemente, in queste analisi Tarchia e Saichania occupavano spesso posizioni molto diverse.
Il seguente cladogramma si basa su un'analisi filogenetica del 2015 degli Ankylosaurinae condotta da Arbor e Currie:
|  | Saichania                                              |
|  |                                                        |
|  | \| \| Tarchia \| \| \| \| \| \| Zaraapelta \| \| \| \| |
|  |                                                        |
|  | Tarchia                                                |
|  |                                                        |
|  | Zaraapelta                                             |
|  |                                                        |

|  | Tarchia    |
|  |            |
|  | Zaraapelta |
|  |            |

|  | Talarurus         |
|  |                   |
|  | Nodocephalosaurus |
|  |                   |

|  | Ankylosaurus   |
|  |                |
|  | Anodontosaurus |
|  |                |

|  | Scolosaurus |
|  |             |
|  | Ziapelta    |
|  |             |

|  | Ankylosaurus   |
|  |                |
|  | Anodontosaurus |
|  |                |

|  | Scolosaurus |
|  |             |
|  | Ziapelta    |
|  |             |

|  | Talarurus         |
|  |                   |
|  | Nodocephalosaurus |
|  |                   |

|  | Ankylosaurus   |
|  |                |
|  | Anodontosaurus |
|  |                |

|  | Scolosaurus |
|  |             |
|  | Ziapelta    |
|  |             |

|  | Ankylosaurus   |
|  |                |
|  | Anodontosaurus |
|  |                |

|  | Scolosaurus |
|  |             |
|  | Ziapelta    |
|  |             |

|  | Talarurus         |
|  |                   |
|  | Nodocephalosaurus |
|  |                   |

|  | Ankylosaurus   |
|  |                |
|  | Anodontosaurus |
|  |                |

|  | Scolosaurus |
|  |             |
|  | Ziapelta    |
|  |             |

|  | Ankylosaurus   |
|  |                |
|  | Anodontosaurus |
|  |                |

|  | Scolosaurus |
|  |             |
|  | Ziapelta    |
|  |             |

|  | Talarurus         |
|  |                   |
|  | Nodocephalosaurus |
|  |                   |

|  | Ankylosaurus   |
|  |                |
|  | Anodontosaurus |
|  |                |

|  | Scolosaurus |
|  |             |
|  | Ziapelta    |
|  |             |

|  | Ankylosaurus   |
|  |                |
|  | Anodontosaurus |
|  |                |

|  | Scolosaurus |
|  |             |
|  | Ziapelta    |
|  |             |

|  | Saichania                                              |
|  |                                                        |
|  | \| \| Tarchia \| \| \| \| \| \| Zaraapelta \| \| \| \| |
|  |                                                        |
|  | Tarchia                                                |
|  |                                                        |
|  | Zaraapelta                                             |
|  |                                                        |

|  | Tarchia    |
|  |            |
|  | Zaraapelta |
|  |            |

|  | Talarurus         |
|  |                   |
|  | Nodocephalosaurus |
|  |                   |

|  | Ankylosaurus   |
|  |                |
|  | Anodontosaurus |
|  |                |

|  | Scolosaurus |
|  |             |
|  | Ziapelta    |
|  |             |

|  | Ankylosaurus   |
|  |                |
|  | Anodontosaurus |
|  |                |

|  | Scolosaurus |
|  |             |
|  | Ziapelta    |
|  |             |

|  | Talarurus         |
|  |                   |
|  | Nodocephalosaurus |
|  |                   |

|  | Ankylosaurus   |
|  |                |
|  | Anodontosaurus |
|  |                |

|  | Scolosaurus |
|  |             |
|  | Ziapelta    |
|  |             |

|  | Ankylosaurus   |
|  |                |
|  | Anodontosaurus |
|  |                |

|  | Scolosaurus |
|  |             |
|  | Ziapelta    |
|  |             |

|  | Talarurus         |
|  |                   |
|  | Nodocephalosaurus |
|  |                   |

|  | Ankylosaurus   |
|  |                |
|  | Anodontosaurus |
|  |                |

|  | Scolosaurus |
|  |             |
|  | Ziapelta    |
|  |             |

|  | Ankylosaurus   |
|  |                |
|  | Anodontosaurus |
|  |                |

|  | Scolosaurus |
|  |             |
|  | Ziapelta    |
|  |             |

|  | Talarurus         |
|  |                   |
|  | Nodocephalosaurus |
|  |                   |

|  | Ankylosaurus   |
|  |                |
|  | Anodontosaurus |
|  |                |

|  | Scolosaurus |
|  |             |
|  | Ziapelta    |
|  |             |

|  | Ankylosaurus   |
|  |                |
|  | Anodontosaurus |
|  |                |

|  | Scolosaurus |
|  |             |
|  | Ziapelta    |
|  |             |

|  | Saichania                                              |
|  |                                                        |
|  | \| \| Tarchia \| \| \| \| \| \| Zaraapelta \| \| \| \| |
|  |                                                        |
|  | Tarchia                                                |
|  |                                                        |
|  | Zaraapelta                                             |
|  |                                                        |

|  | Tarchia    |
|  |            |
|  | Zaraapelta |
|  |            |

|  | Talarurus         |
|  |                   |
|  | Nodocephalosaurus |
|  |                   |

|  | Ankylosaurus   |
|  |                |
|  | Anodontosaurus |
|  |                |

|  | Scolosaurus |
|  |             |
|  | Ziapelta    |
|  |             |

|  | Ankylosaurus   |
|  |                |
|  | Anodontosaurus |
|  |                |

|  | Scolosaurus |
|  |             |
|  | Ziapelta    |
|  |             |

|  | Talarurus         |
|  |                   |
|  | Nodocephalosaurus |
|  |                   |

|  | Ankylosaurus   |
|  |                |
|  | Anodontosaurus |
|  |                |

|  | Scolosaurus |
|  |             |
|  | Ziapelta    |
|  |             |

|  | Ankylosaurus   |
|  |                |
|  | Anodontosaurus |
|  |                |

|  | Scolosaurus |
|  |             |
|  | Ziapelta    |
|  |             |

|  | Talarurus         |
|  |                   |
|  | Nodocephalosaurus |
|  |                   |

|  | Ankylosaurus   |
|  |                |
|  | Anodontosaurus |
|  |                |

|  | Scolosaurus |
|  |             |
|  | Ziapelta    |
|  |             |

|  | Ankylosaurus   |
|  |                |
|  | Anodontosaurus |
|  |                |

|  | Scolosaurus |
|  |             |
|  | Ziapelta    |
|  |             |

|  | Talarurus         |
|  |                   |
|  | Nodocephalosaurus |
|  |                   |

|  | Ankylosaurus   |
|  |                |
|  | Anodontosaurus |
|  |                |

|  | Scolosaurus |
|  |             |
|  | Ziapelta    |
|  |             |

|  | Ankylosaurus   |
|  |                |
|  | Anodontosaurus |
|  |                |

|  | Scolosaurus |
|  |             |
|  | Ziapelta    |
|  |             |

|  | Saichania                                              |
|  |                                                        |
|  | \| \| Tarchia \| \| \| \| \| \| Zaraapelta \| \| \| \| |
|  |                                                        |
|  | Tarchia                                                |
|  |                                                        |
|  | Zaraapelta                                             |
|  |                                                        |

|  | Tarchia    |
|  |            |
|  | Zaraapelta |
|  |            |

|  | Talarurus         |
|  |                   |
|  | Nodocephalosaurus |
|  |                   |

|  | Ankylosaurus   |
|  |                |
|  | Anodontosaurus |
|  |                |

|  | Scolosaurus |
|  |             |
|  | Ziapelta    |
|  |             |

|  | Ankylosaurus   |
|  |                |
|  | Anodontosaurus |
|  |                |

|  | Scolosaurus |
|  |             |
|  | Ziapelta    |
|  |             |

|  | Talarurus         |
|  |                   |
|  | Nodocephalosaurus |
|  |                   |

|  | Ankylosaurus   |
|  |                |
|  | Anodontosaurus |
|  |                |

|  | Scolosaurus |
|  |             |
|  | Ziapelta    |
|  |             |

|  | Ankylosaurus   |
|  |                |
|  | Anodontosaurus |
|  |                |

|  | Scolosaurus |
|  |             |
|  | Ziapelta    |
|  |             |

|  | Talarurus         |
|  |                   |
|  | Nodocephalosaurus |
|  |                   |

|  | Ankylosaurus   |
|  |                |
|  | Anodontosaurus |
|  |                |

|  | Scolosaurus |
|  |             |
|  | Ziapelta    |
|  |             |

|  | Ankylosaurus   |
|  |                |
|  | Anodontosaurus |
|  |                |

|  | Scolosaurus |
|  |             |
|  | Ziapelta    |
|  |             |

|  | Talarurus         |
|  |                   |
|  | Nodocephalosaurus |
|  |                   |

|  | Ankylosaurus   |
|  |                |
|  | Anodontosaurus |
|  |                |

|  | Scolosaurus |
|  |             |
|  | Ziapelta    |
|  |             |

|  | Ankylosaurus   |
|  |                |
|  | Anodontosaurus |
|  |                |

|  | Scolosaurus |
|  |             |
|  | Ziapelta    |
|  |             |

|  | Saichania                                              |
|  |                                                        |
|  | \| \| Tarchia \| \| \| \| \| \| Zaraapelta \| \| \| \| |
|  |                                                        |
|  | Tarchia                                                |
|  |                                                        |
|  | Zaraapelta                                             |
|  |                                                        |

|  | Tarchia    |
|  |            |
|  | Zaraapelta |
|  |            |

|  | Talarurus         |
|  |                   |
|  | Nodocephalosaurus |
|  |                   |

|  | Ankylosaurus   |
|  |                |
|  | Anodontosaurus |
|  |                |

|  | Scolosaurus |
|  |             |
|  | Ziapelta    |
|  |             |

|  | Ankylosaurus   |
|  |                |
|  | Anodontosaurus |
|  |                |

|  | Scolosaurus |
|  |             |
|  | Ziapelta    |
|  |             |

|  | Talarurus         |
|  |                   |
|  | Nodocephalosaurus |
|  |                   |

|  | Ankylosaurus   |
|  |                |
|  | Anodontosaurus |
|  |                |

|  | Scolosaurus |
|  |             |
|  | Ziapelta    |
|  |             |

|  | Ankylosaurus   |
|  |                |
|  | Anodontosaurus |
|  |                |

|  | Scolosaurus |
|  |             |
|  | Ziapelta    |
|  |             |

|  | Talarurus         |
|  |                   |
|  | Nodocephalosaurus |
|  |                   |

|  | Ankylosaurus   |
|  |                |
|  | Anodontosaurus |
|  |                |

|  | Scolosaurus |
|  |             |
|  | Ziapelta    |
|  |             |

|  | Ankylosaurus   |
|  |                |
|  | Anodontosaurus |
|  |                |

|  | Scolosaurus |
|  |             |
|  | Ziapelta    |
|  |             |

|  | Talarurus         |
|  |                   |
|  | Nodocephalosaurus |
|  |                   |

|  | Ankylosaurus   |
|  |                |
|  | Anodontosaurus |
|  |                |

|  | Scolosaurus |
|  |             |
|  | Ziapelta    |
|  |             |

|  | Ankylosaurus   |
|  |                |
|  | Anodontosaurus |
|  |                |

|  | Scolosaurus |
|  |             |
|  | Ziapelta    |
|  |             |

|  | Saichania                                              |
|  |                                                        |
|  | \| \| Tarchia \| \| \| \| \| \| Zaraapelta \| \| \| \| |
|  |                                                        |
|  | Tarchia                                                |
|  |                                                        |
|  | Zaraapelta                                             |
|  |                                                        |

|  | Tarchia    |
|  |            |
|  | Zaraapelta |
|  |            |

|  | Talarurus         |
|  |                   |
|  | Nodocephalosaurus |
|  |                   |

|  | Ankylosaurus   |
|  |                |
|  | Anodontosaurus |
|  |                |

|  | Scolosaurus |
|  |             |
|  | Ziapelta    |
|  |             |

|  | Ankylosaurus   |
|  |                |
|  | Anodontosaurus |
|  |                |

|  | Scolosaurus |
|  |             |
|  | Ziapelta    |
|  |             |

|  | Talarurus         |
|  |                   |
|  | Nodocephalosaurus |
|  |                   |

|  | Ankylosaurus   |
|  |                |
|  | Anodontosaurus |
|  |                |

|  | Scolosaurus |
|  |             |
|  | Ziapelta    |
|  |             |

|  | Ankylosaurus   |
|  |                |
|  | Anodontosaurus |
|  |                |

|  | Scolosaurus |
|  |             |
|  | Ziapelta    |
|  |             |

|  | Talarurus         |
|  |                   |
|  | Nodocephalosaurus |
|  |                   |

|  | Ankylosaurus   |
|  |                |
|  | Anodontosaurus |
|  |                |

|  | Scolosaurus |
|  |             |
|  | Ziapelta    |
|  |             |

|  | Ankylosaurus   |
|  |                |
|  | Anodontosaurus |
|  |                |

|  | Scolosaurus |
|  |             |
|  | Ziapelta    |
|  |             |

|  | Talarurus         |
|  |                   |
|  | Nodocephalosaurus |
|  |                   |

|  | Ankylosaurus   |
|  |                |
|  | Anodontosaurus |
|  |                |

|  | Scolosaurus |
|  |             |
|  | Ziapelta    |
|  |             |

|  | Ankylosaurus   |
|  |                |
|  | Anodontosaurus |
|  |                |

|  | Scolosaurus |
|  |             |
|  | Ziapelta    |
|  |             |

|  | Saichania                                              |
|  |                                                        |
|  | \| \| Tarchia \| \| \| \| \| \| Zaraapelta \| \| \| \| |
|  |                                                        |
|  | Tarchia                                                |
|  |                                                        |
|  | Zaraapelta                                             |
|  |                                                        |

|  | Tarchia    |
|  |            |
|  | Zaraapelta |
|  |            |

|  | Talarurus         |
|  |                   |
|  | Nodocephalosaurus |
|  |                   |

|  | Ankylosaurus   |
|  |                |
|  | Anodontosaurus |
|  |                |

|  | Scolosaurus |
|  |             |
|  | Ziapelta    |
|  |             |

|  | Ankylosaurus   |
|  |                |
|  | Anodontosaurus |
|  |                |

|  | Scolosaurus |
|  |             |
|  | Ziapelta    |
|  |             |

|  | Talarurus         |
|  |                   |
|  | Nodocephalosaurus |
|  |                   |

|  | Ankylosaurus   |
|  |                |
|  | Anodontosaurus |
|  |                |

|  | Scolosaurus |
|  |             |
|  | Ziapelta    |
|  |             |

|  | Ankylosaurus   |
|  |                |
|  | Anodontosaurus |
|  |                |

|  | Scolosaurus |
|  |             |
|  | Ziapelta    |
|  |             |

|  | Talarurus         |
|  |                   |
|  | Nodocephalosaurus |
|  |                   |

|  | Ankylosaurus   |
|  |                |
|  | Anodontosaurus |
|  |                |

|  | Scolosaurus |
|  |             |
|  | Ziapelta    |
|  |             |

|  | Ankylosaurus   |
|  |                |
|  | Anodontosaurus |
|  |                |

|  | Scolosaurus |
|  |             |
|  | Ziapelta    |
|  |             |

|  | Talarurus         |
|  |                   |
|  | Nodocephalosaurus |
|  |                   |

|  | Ankylosaurus   |
|  |                |
|  | Anodontosaurus |
|  |                |

|  | Scolosaurus |
|  |             |
|  | Ziapelta    |
|  |             |

|  | Ankylosaurus   |
|  |                |
|  | Anodontosaurus |
|  |                |

|  | Scolosaurus |
|  |             |
|  | Ziapelta    |
|  |             |

|  | Saichania                                              |
|  |                                                        |
|  | \| \| Tarchia \| \| \| \| \| \| Zaraapelta \| \| \| \| |
|  |                                                        |
|  | Tarchia                                                |
|  |                                                        |
|  | Zaraapelta                                             |
|  |                                                        |

|  | Tarchia    |
|  |            |
|  | Zaraapelta |
|  |            |

|  | Talarurus         |
|  |                   |
|  | Nodocephalosaurus |
|  |                   |

|  | Ankylosaurus   |
|  |                |
|  | Anodontosaurus |
|  |                |

|  | Scolosaurus |
|  |             |
|  | Ziapelta    |
|  |             |

|  | Ankylosaurus   |
|  |                |
|  | Anodontosaurus |
|  |                |

|  | Scolosaurus |
|  |             |
|  | Ziapelta    |
|  |             |

|  | Talarurus         |
|  |                   |
|  | Nodocephalosaurus |
|  |                   |

|  | Ankylosaurus   |
|  |                |
|  | Anodontosaurus |
|  |                |

|  | Scolosaurus |
|  |             |
|  | Ziapelta    |
|  |             |

|  | Ankylosaurus   |
|  |                |
|  | Anodontosaurus |
|  |                |

|  | Scolosaurus |
|  |             |
|  | Ziapelta    |
|  |             |

|  | Talarurus         |
|  |                   |
|  | Nodocephalosaurus |
|  |                   |

|  | Ankylosaurus   |
|  |                |
|  | Anodontosaurus |
|  |                |

|  | Scolosaurus |
|  |             |
|  | Ziapelta    |
|  |             |

|  | Ankylosaurus   |
|  |                |
|  | Anodontosaurus |
|  |                |

|  | Scolosaurus |
|  |             |
|  | Ziapelta    |
|  |             |

|  | Talarurus         |
|  |                   |
|  | Nodocephalosaurus |
|  |                   |

|  | Ankylosaurus   |
|  |                |
|  | Anodontosaurus |
|  |                |

|  | Scolosaurus |
|  |             |
|  | Ziapelta    |
|  |             |

|  | Ankylosaurus   |
|  |                |
|  | Anodontosaurus |
|  |                |

|  | Scolosaurus |
|  |             |
|  | Ziapelta    |
|  |             |

Di seguito è riprodotta un'analisi filogenetica limitata condotta nella ridescrizione di Tarchia del 2016, incentrata sulle interrelazioni tra Tarchia, Saichania e Minotaurasaurus.
|  | Saichania                                                  |
|  |                                                            |
|  | \| \| T. kielanae \| \| \| \| \| \| T. teresae \| \| \| \| |
|  |                                                            |
|  | T. kielanae                                                |
|  |                                                            |
|  | T. teresae                                                 |
|  |                                                            |

|  | T. kielanae |
|  |             |
|  | T. teresae  |
|  |             |

|  | Saichania                                                  |
|  |                                                            |
|  | \| \| T. kielanae \| \| \| \| \| \| T. teresae \| \| \| \| |
|  |                                                            |
|  | T. kielanae                                                |
|  |                                                            |
|  | T. teresae                                                 |
|  |                                                            |

|  | T. kielanae |
|  |             |
|  | T. teresae  |
|  |             |

|  | Saichania                                                  |
|  |                                                            |
|  | \| \| T. kielanae \| \| \| \| \| \| T. teresae \| \| \| \| |
|  |                                                            |
|  | T. kielanae                                                |
|  |                                                            |
|  | T. teresae                                                 |
|  |                                                            |

|  | T. kielanae |
|  |             |
|  | T. teresae  |
|  |             |

|  | Saichania                                                  |
|  |                                                            |
|  | \| \| T. kielanae \| \| \| \| \| \| T. teresae \| \| \| \| |
|  |                                                            |
|  | T. kielanae                                                |
|  |                                                            |
|  | T. teresae                                                 |
|  |                                                            |

|  | T. kielanae |
|  |             |
|  | T. teresae  |
|  |             |

## Paleobiologia

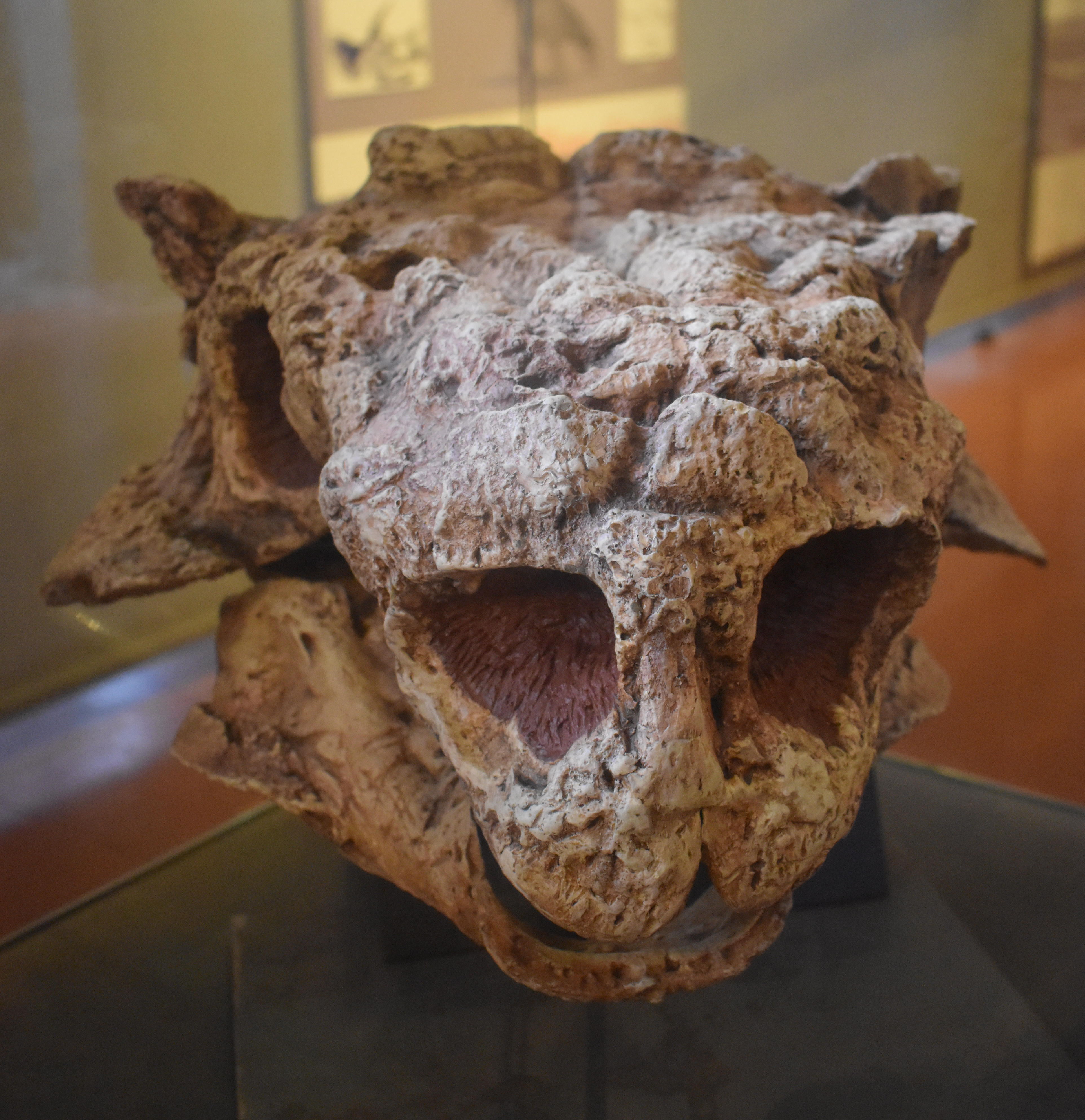
Vista frontale del cranio di T. teresae

Le rocce in cui sono stati rinvenuti i fossili di Tarchia rappresentano verosimilmente ambienti dunali eoliani e interdunali, con laghetti intermittenti e corsi d'acqua stagionali.

### Alimentazione
Come gli altri ankylosauri mongoli, Tarchia era un erbivoro che si nutriva di vegetazione bassa a livello del suolo, come implicato dal suo ampio muso subrettangolare. Invece di masticare il proprio cibo, gli ankylosauridi che vivevano in ambienti asciutti, come Tarchia, potrebbero aver fatto più affidamento sulla fermentazione intestinale per la digestione o, in alternativa, consumassero piante succulente che non richiedevano una masticazione complessa. Le fosse di microusura presenti nell'apparto orale, indicano che questi animali ingerissero anche sabbia insieme alla vegetazione di cui si nutrivano, rispetto agli ankylosauri che vivevano in climi più temperati o tropicali a subtropicali. Uno studio di Parck et al. (2021) suggerisce che ci sia stato un considerevole passaggio da un'alimentazione generica ad un'alimentazione selettiva negli ankylosaurini mongoli durante gli stadi Campaniano e Maastrichtiano, che potrebbe essere stato causato da cambiamenti nell'habitat, quando il clima passò da semi-arido/arido a umido, oppure dalla competizione interspecifica con gli hadrosauridi saurolofini arrivati dal Nord America nell'Asia centrale durante il Campaniano.

### Paleopatologie
Uno dei crani di Tarchia mostra segni lasciati da denti identificati come appartenenti al tirannosauride Tarbosaurus, indicando che questo teropode attaccasse anche gli ankylosauridi.

## Nella cultura di massa
Questa specie seppur del tutto sconosciuta, appare come sfondo nella seconda puntata del documentario Il Pianeta Preistorico quando numerosi dinosauri di differenti specie si riuniscono a una pozza d'acqua per dissetarsi dopo un lungo periodo di siccità, quando venne annunciata la seconda stagione del documentario, è stata mostrata anche la foto di una coppia di questi animali. All'interno di essa, due fratelli arrivano in un'oasi dopo un lungo viaggio nel deserto; uno di essi intimidisce un gruppetto di Prenocephale, mentre entrambi riescono ad allontanare un vecchio maschio della loro specie, presentatosi sul posto per reclamare il suo territorio.